# Monforte (freguesia)
Monforte es una freguesia portuguesa del concelho de Monforte, con 214,49 km² de superficie y 1.248 habitantes (2001). Su densidad de población es de 5,8 hab/km².